# Iran i olympiska vinterspelen 2002
Iran deltog i olympiska vinterspelen 2002. Irans trupp bestod av två idrottare och båda var män. 

## Trupp
| Namn                     | Sport (Antal grenar) | Ålder |
| ------------------------ | -------------------- | ----- |
| Bagher Kalhore           | Alpin skidåkning (1) | 22    |
| Seyed Mostafa Mirhashemi | Längdskidåkning (1)  | 27    |

## Resultat

### Alpin skidåkning
- Slalom herrar
  - Bagher Kalhore - ?

### Längdskidåkning
- 10+10 km herrar
  - Seyed Mostafa Mirhashemi - 76 q